# Abrahám Mirožský
Abrahám Mirožský († 24. září 1158) je světec ruské pravoslavné církve, přepodobný, stavitel a první igumen pskovského Mirožského monastýru.
Existuje málo informací o životě tohoto světce.
Zemřel 24. září 1158. Pohřben byl v klášterním chrámu Proměnění.
Místní kanonizace Abraháma Mirožského proběhla pravděpodobně v 17. století. Dne 10. dubna 1987 byl zahrnut do souboru Pskovských svatých. Jeho svátek je oslavován 24. září.